# Avoca (Arkansas)
Avoca é uma cidade  localizada no estado americano de Arkansas, no Condado de Benton.

## Demografia
Segundo o censo americano de 2000, a sua população era de 423 habitantes. 
Em 2006, foi estimada uma população de 447, um aumento de 24 (5.7%).

## Geografia
De acordo com o United States Census Bureau, a localidade tem uma área de 4,7 km², sem área coberta por água.

## Localidades na vizinhança
O diagrama seguinte representa as localidades num raio de 16 km ao redor de Avoca. 